# 国際奴隷制博物館
座標: 北緯53度24分04秒 西経2度59分35秒 / 北緯53.401度 西経2.993度

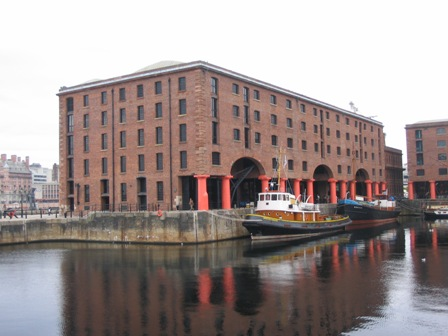
リバプールの港湾地区アルバート・ドックの、博物館が入居している旧倉庫建物

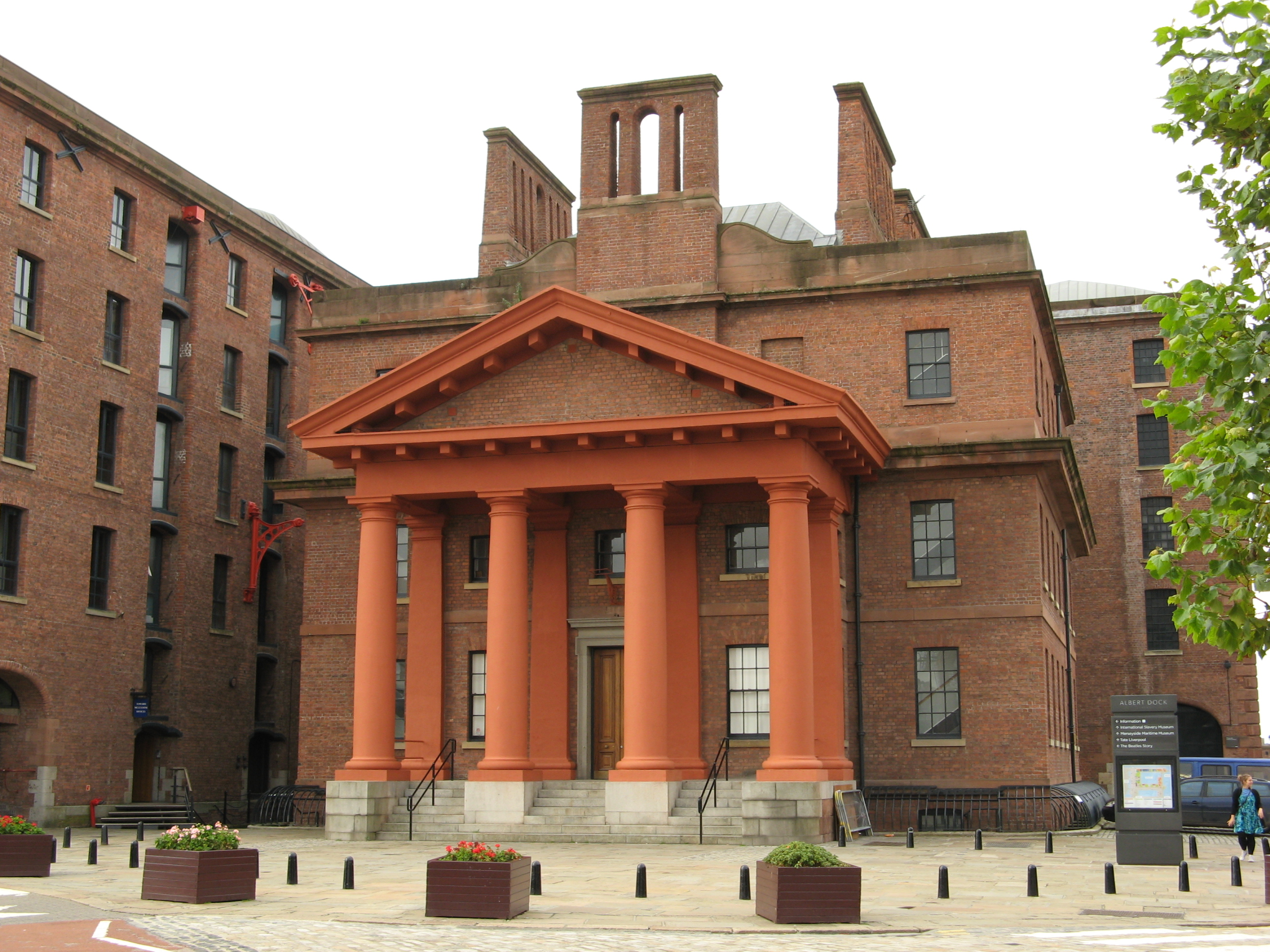
博物館の第2期施設が入居する予定の建物

国際奴隷制博物館（International Slavery Museum）は、イギリス・リヴァプールにある博物館で、国立リヴァプール博物館（en）の一部。この博物館の展示物は、歴史上および現代の奴隷制において奴隷化された人々の語られざる物語を扱っている。大西洋奴隷貿易以前の西アフリカにおける生活と文化や、奴隷制の歴史をあつかったセクション、そして、奴隷制の遺産と今日の人権に関する問題をあつかった特別展示が設けられている。

## 第1期
博物館は2007年8月23日に開館した。この日はサントドミンゴにおける奴隷蜂起の始まりを記念する奴隷貿易とその廃止を記念する国際デーである。2007年という年は、イギリスにおける奴隷貿易（奴隷制そのものではない）を廃止した1807年奴隷貿易法から200年目として特別に重要であった。
マージーサイド海洋博物館は、大西洋奴隷貿易に関する展示室として使われていた。国際奴隷制博物館の第1期では、その展示物を同じ建物の3階に移し、新たな展示物を追加した。これにより、奴隷制を主題とする展示スペースは倍増した。
新しい展示物は近年の歴史研究とは不調和であったが、大西洋奴隷制とその現代への関係についてより広い問題をカバーするものだった。自由とアイデンティティ、社会正義と人権、アフリカとカリブ海の低開発、人種差別と不正義、イギリスとその他の諸文化の変容といったトピックがカバーされている。
東展示室には約400件の注目すべき歌を展示している。これらの歌は、奴隷の経験や西アフリカの音楽、奴隷の子孫のアフリカ系ディアスポラに関わるものである。
リヴァプール国立博物館によれば、この新しい博物館は、奴隷体験記と貿易に関わった人々によって、個々人の体験に焦点を当てている。博物館には、黙考と省察のための静謐な空間として、奴隷化された過去の人々のための霊廟もある。

## 第2期
第2期の計画では、新しい来訪者に焦点をあてたリソース・センターの開発で、このセンターではパフォーマンスや公開講座や討論といったイベントプログラムが開かれる。センターには来訪する研究者が作業をするための研究施設があり、リヴァプール国立博物館の収蔵品へのアクセスができる。大西洋奴隷貿易に関係する物品のデジタル・アーカイブも利用できる。
第2期計画を実現するため、リヴァプール国立博物館は、海洋博物館に組み入れられていたかつてのドック交通局を取得した。ドック交通局の建物はかつて独立系のグラナダ・テレビジョンが使用していた。